# Paracanace aicen
Paracanace aicen är en tvåvingeart som beskrevs av Wayne N. Mathis och Wirth 1978. Paracanace aicen ingår i släktet Paracanace och familjen Canacidae. Inga underarter finns listade i Catalogue of Life.